# Mulan 2
Mulan 2 er en amerikansk direkte-til-video tegnefilm fra 2004, som er produceret af Disneytoon Studios for Walt Disney Pictures. Filmen er efterfølgeren til Mulan fra 1998, og er instrueret af Darrell Rooney og Lynne Southerland.  
I modsætning til forgængeren, modtog filmen overvejende negative anmeldelser og blev ikke en kommerciel succes. 

## Danske Stemmer
- Mulan – Pernille Højgaard
- Shang – Stig Rossen
- Mushu – Jan Gintberg
- Mei – Annette Heick
- Yao – Tom Jensen
- Ting Ting – Susanne Elmark
- Ling – Jacob Morild
- Su – Pernille Petterson
- Chien Po – Morten Remar
- Kejseren – Ole Ernst
- Første stamfader – Ulrik Cold
- Bedstemor Fa – Ghita Nørby
- Fa Li – Karen-Lise Mynster
- Fa Zhou – Holger Munk

I Øvrigt Medvirkende
- Peter Røschke
- Peter Aude
- Kit Eichler
- Søren Ulrichs
- Michelle Bjørn-Andersen
- Sigrid Johannesen
- Ulla Jessen
- Lene Mandal
- Dagmar Schmidt
- Andrea Juliane Kristiansen
- Celeste Brix Møller
- Caroline Meyer

Instruktør Dialog׃ Vibeke Dueholm
Oversættelse Dialog׃ Hans Kristian Bang, Mediaplant

## Sange
- Lær det Udenad

Sunget af׃ Pernille Højgaard
- En Pige at Kæmpe For

Sunget af׃ Jacob Morild, Morten Remar, Tom Jensen
- Som andre Piger

Sunget af׃ Susanne Elmark, Annette Heick, Pernille Petterson
- ''Jeg vil være'' Som andre piger

Sunget af׃ Maja Iven Ulstrup, Annevig Schelde Ebbe